# Karis
För andra betydelser, se Karis (olika betydelser).
Karis [kɑːrɪs] (finska: Karjaa), är en tätort och stadsdel samt före detta stad i Raseborgs stad, Finland. Karis är beläget cirka 75 kilometer väster om Helsingfors och cirka 110 kilometer sydost om Åbo. Genom samhället flyter Svartån (Karisån). Karis brukar även kallas för Nordens Paris.
Karis utgjorde en egen stad fram till årsskiftet 2008/09, då den sammanslogs med Ekenäs stad och Pojo kommun till en ny stad med namnet Raseborg. De inblandade kommunernas fullmäktige accepterade kommunsammanslagningen den 18 juni 2007. Som brukligt är lämnades en anhållan om kommunsammanslagningen in till finansministeriets kommunavdelning. Ärendet behandlades och bifölls i sinom tid av statsrådet (exakt datum är inte känt). Under sitt sista år som självständig stad hade Karis 9 155 invånare, varav den svenskspråkiga befolkningen (finlandssvenskarna) utgjorde en majoritet (cirka 58,7 %) och den finskspråkiga befolkningen (finnarna) en minoritet (cirka 38,6 %).  
Folkmängden i tätorten Karis uppgick den 31 december 2012 till 8 061 invånare, landytan utgjordes av 13,93  km² och folktätheten uppgick till 578,7 personer/ km².

## Historik

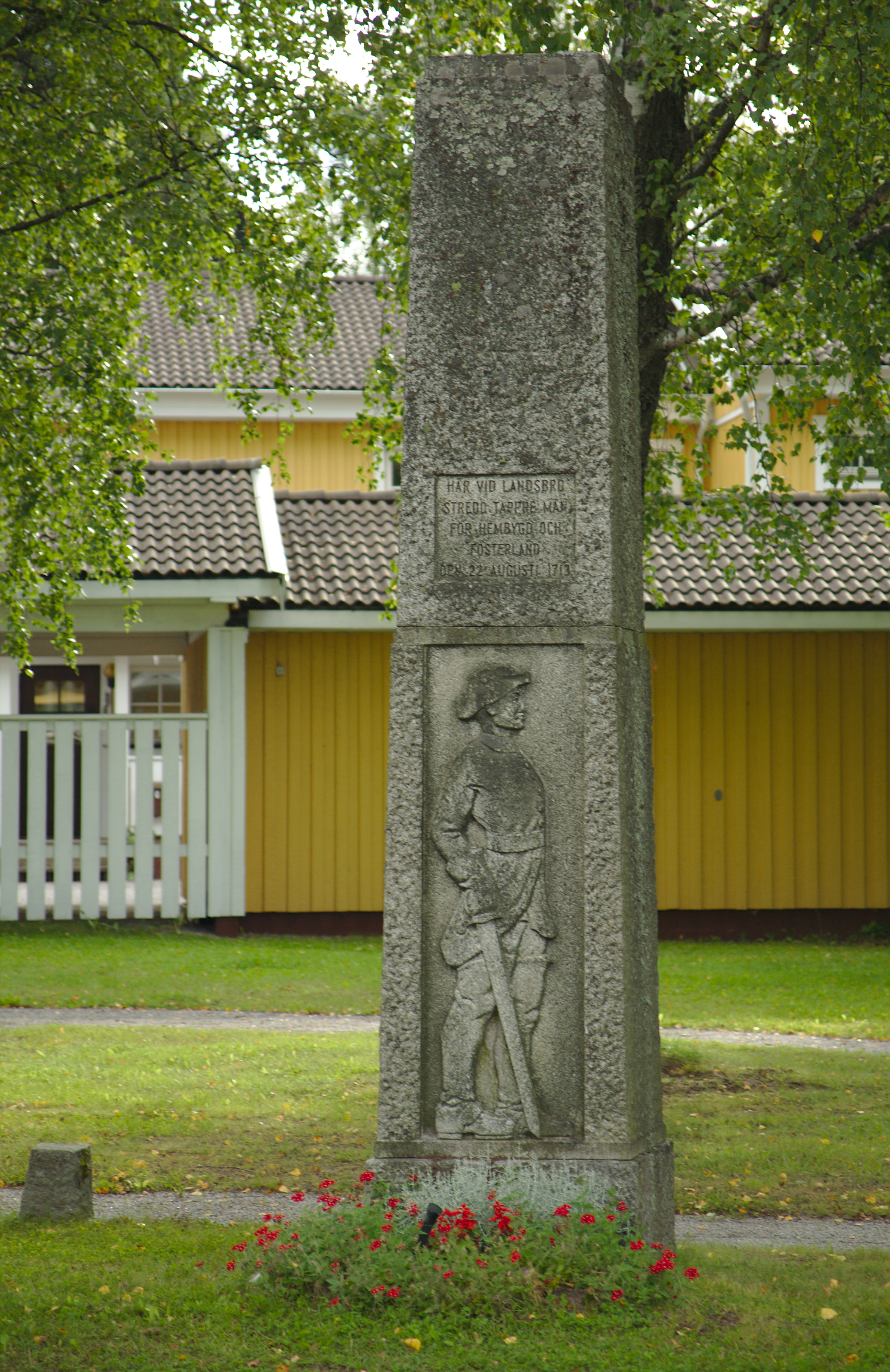
Minnessten. Slaget vid Landsbro

Karisregionen är en gammal bosättningsplats med anor från stenåldern. Ett otal fornfynd som gjorts i trakten vittnar om detta. Enligt vedertagen historieskrivning började Karisregionen koloniseras av svenska nybyggare under 1200-talet. Trakten utgjorde under medeltiden ett viktigt handelscentrum och en livlig trafikknutpunkt. 
Karis kyrksocken är en av de västnyländska stamsocknarna som härstammar från 1200-talet. Karis nämns första gången år 1326.
Slaget vid Landsbro var en episod under Stora nordiska kriget 1713. Den 22 augusti 1713 stod ett mindre slag vid Landsbro ström i Karis i Finland mellan svenska och ryska trupper. 
Karis besattes av Röda gardet en kort tid efter det att finska inbördeskriget hade brutit ut den 27 januari 1918. Den 6 april 1918 ryckte den tyska Östersjödivisionen under ledning av generalmajor greve Rüdiger von der Goltz fram mot Karis som erövrades samma dag. I samband med detta kom Karis samhälle att lyda under de vita skyddskårerna som agerade som den finländska regeringens trupper.
Karis sockens folkmängd uppgick vid 1924 års slut till 9 173 personer. Vid årsskiftet 1929/1930 delades Karis socken av Raseborgs härad och domsaga in i en landskommun och i en köping. 1957 uppgick folkmängden i Karis köping till 4 394 personer och i Karis landskommun till 2 829 personer. Separationen varade fram till årsskiftet 1968/1969, då Karis landskommun sammanlades med Karis köping. Vid årsskiftet 1976/1977 omvandlades Karis köping till stad. Karis församling delades 1997 på grundval av språken i det svenskspråkiga Karis svenska församling och i det finskspråkiga Karjaan suomalainen seurakunta.    
Karis sammanslogs 2009 med Ekenäs stad och Pojo kommun till den nya storkommunen och staden Raseborg.

## Näringsliv och serviceutbud
Utbudet av både offentlig och kommersiell service är relativt stort och brett. Rätt många Karisbor pendlar numera till Helsingfors. Bland industriföretagen i Karis kan nämnas Oy Sisu Auto Ab som tillverkar lastbilar för de flesta typer av vägtransporter. 
Skolor
Raseborgs stads skolväsende upprätthåller i Karis två svenskspråkiga grundskolor och två finskspråkiga: Katarinaskolan (f.d Karis svenska lågstadium) (åk 1 – 6), Karis svenska högstadium (åk 7 – 9), Kiilan koulu (åk 1 – 6), Karjaan yhteiskoulu (åk 7 – 9). Här finns ett svenskspråkigt gymnasium, Karis-Billnäs gymnasium och ett finskspråkigt gymnasium, Karjaan lukio. 
Bland övriga skolor i Karis finns: Västra Nylands folkhögskola (lokalt kallad "Tionde klassen" eller "Tian"), Axxell (svenskspråkig yrkesutbildning för ungdomar och vuxna samt folkhögskoleutbildning), Medborgarinstitutet Raseborg och Lärkkulla kristliga folkakademi.

## Sport
- BK-46 är en idrottsförening som verkar i Karis. Föreningens verksamhet är uppdelad i två sektioner, fotboll och handboll. Handbollssektionens herrar är det mest framgångsrika handbollslaget i Finland genom tiderna. Under 2000-talet har även BK-46 fotboll:s herrar rönt framgångar. Herrarnas representationslag i fotboll har spelat sedan 2012 i division 2.

## Kommunikationer

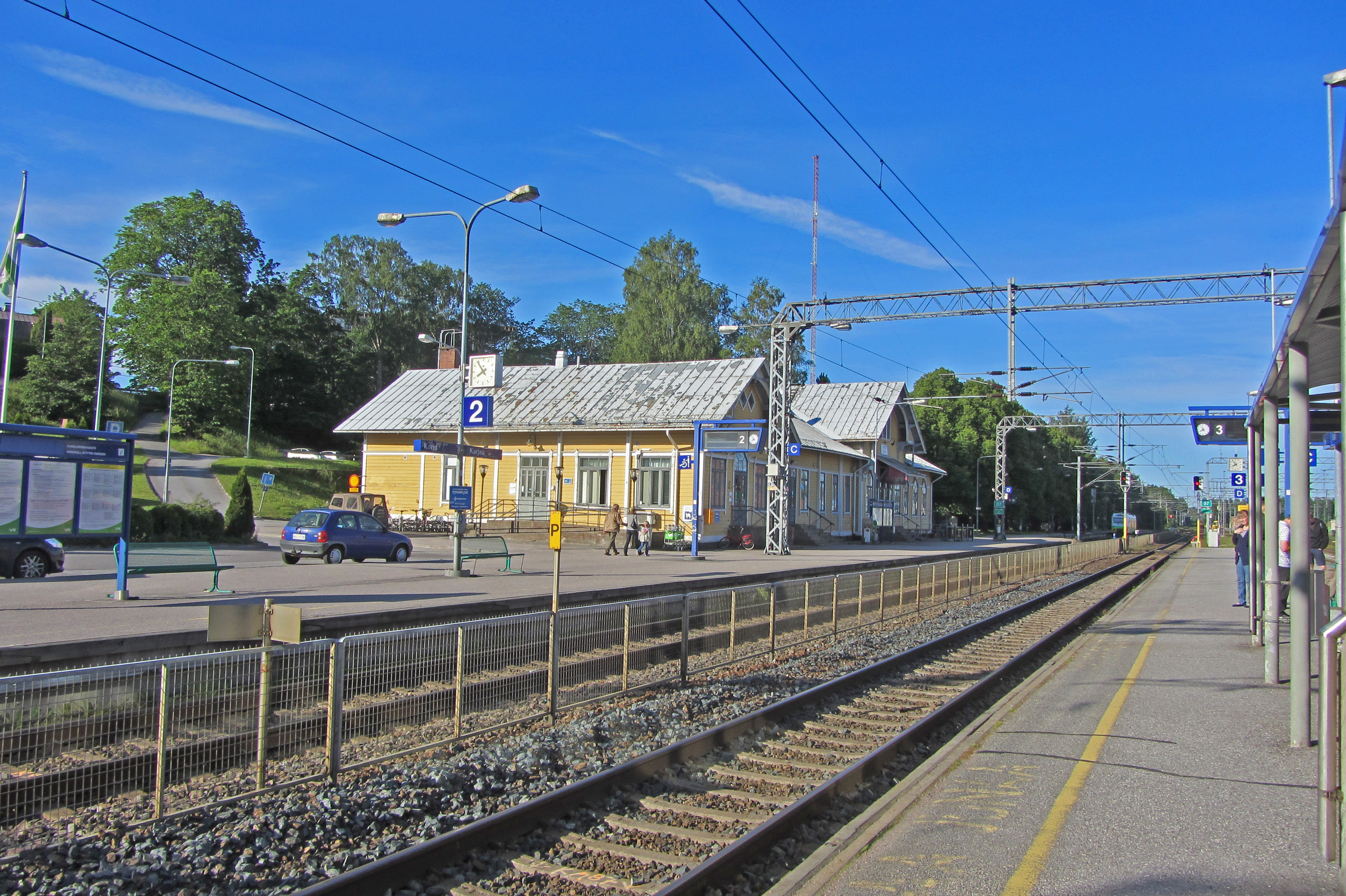
Karis järnvägsstation

Det är lätt att ta sig till och från Karis. Det går relativt snabbt att såväl med tåg som med andra transportmedel ta sig till Helsingfors, och det tar inte mycket längre tid att ta sig till Åbo. 
Riksväg 25 och Kungsvägen passerar genom Karis. Stamväg 51 uppgår i riksväg 25 i Karis. Järnvägen mellan Hangö, Karis och Hyvinge öppnades för trafik 1873. När Kustbanan mellan Helsingfors och Åbo blev klar år 1903, blev Karis en stor järnvägsknutpunkt. Det stora, omsorgsfullt restaurerade stationshuset påminner också dagens tågresenärer om järnvägens betydelse för ortens utveckling.

## Sevärdheter
- Pumpviken är en vacker vik som ligger mitt i Karis. Viken ligger vid en kraftig krök av Svartån (Karisån).
- Svartå slott är en av Finlands värdefullaste herrgårdar.
- Sankta Katarina kyrka.
- Flera medeltida slottsruiner.
- Läppträsket är södra Finlands mest berömda fågelsjö.
- Karis järnvägsstation.
- Antkärr-huset är en 1700-talsbyggnad som flyttats till Karis från före detta Pojo. kommun. Den ligger vid Strandparken.
- Svartå hembygdmuseum.
- Brobacka fornminnesområde, här har påträffats spår av bebyggelse från järnåldern.

## Historiska orter tillhörande Karis före detta stad

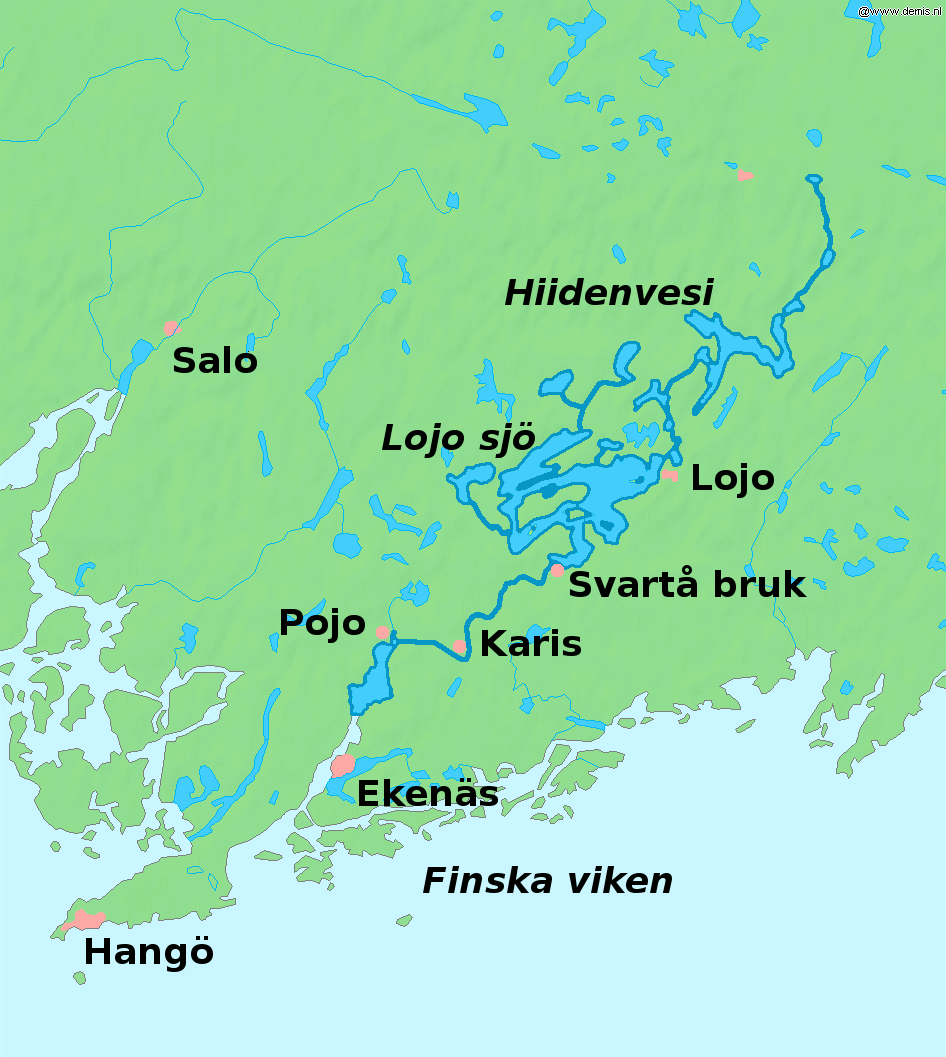
Karta över Lojo sjö och Svartån.

Karismalmen är en ås och Borgberg ett berg. Gålisjön, Högbensjön, Kyrksjön och Källträsket är sjöar i Karis. Landsbro ström är en del av Svartån. Några byar och stadsdelar i före detta Karis stad (kommun) är: Backby, Bengtsmora, Björnbollstad, Bondby, Bransby, Bredvik, Brynikbacka, Bålaby, Båtsmora, Bäljars (bosättningsområde), Bällarby, Bällby, Böle, Degerby, Domargård, Dönsby, Finby, Finnbacka, Fredriksstad (bosättningsområde, uttalas med tryck på sista stavelsen), Grabbacka (borgruin), Grundsjö (med järnvägshållplats, fi. Kaunislahti), Gösbacka, Heimos, Hållsnäs, Högben, Joddböle, Junkarsborg (fornborg), Kansbacka, Kasaby, Kila, Kleven, Knapsby, Kroggård, Kudiby, Konungsböle, Kurby, Köpskog (bosättningsområde), Landsbro, Lillsannäs, Lågbacka, Läpp, Lärkkulla (stiftsgård och folkakademi), Lövkulla, Malmkulla (industriområde), Mangård, Mjölbolsta (med sjukhus, fi. Meltola), Mjölnarby, Nyby, Osmundsböle, Päsarby, Rejböle, Romsarby, Snällböle, Starkom, Sutarkulla, Svarvarböle, Torsböle, Vallarsvedja och Visanbacka. Päsarträsket är en sjö i Karis.

## Politik

### Mandatfördelning i Karis stad, valen 1976–2004
| 2 | 14 |  | 16 |  |  |

| 2 | 12 |  | 18 |  |  |

| 2 | 13 | 18 | 2 |

| 2 | 12 | 2 | 18 |  |

|  | 13 |  | 5 | 15 |

| 2 | 11 |  | 4 | 16 |  |

|  | 13 |  | 4 | 15 |  |

| 2 | 11 |  | 4 | 17 |

| 19 | 16 |

## Bildgalleri

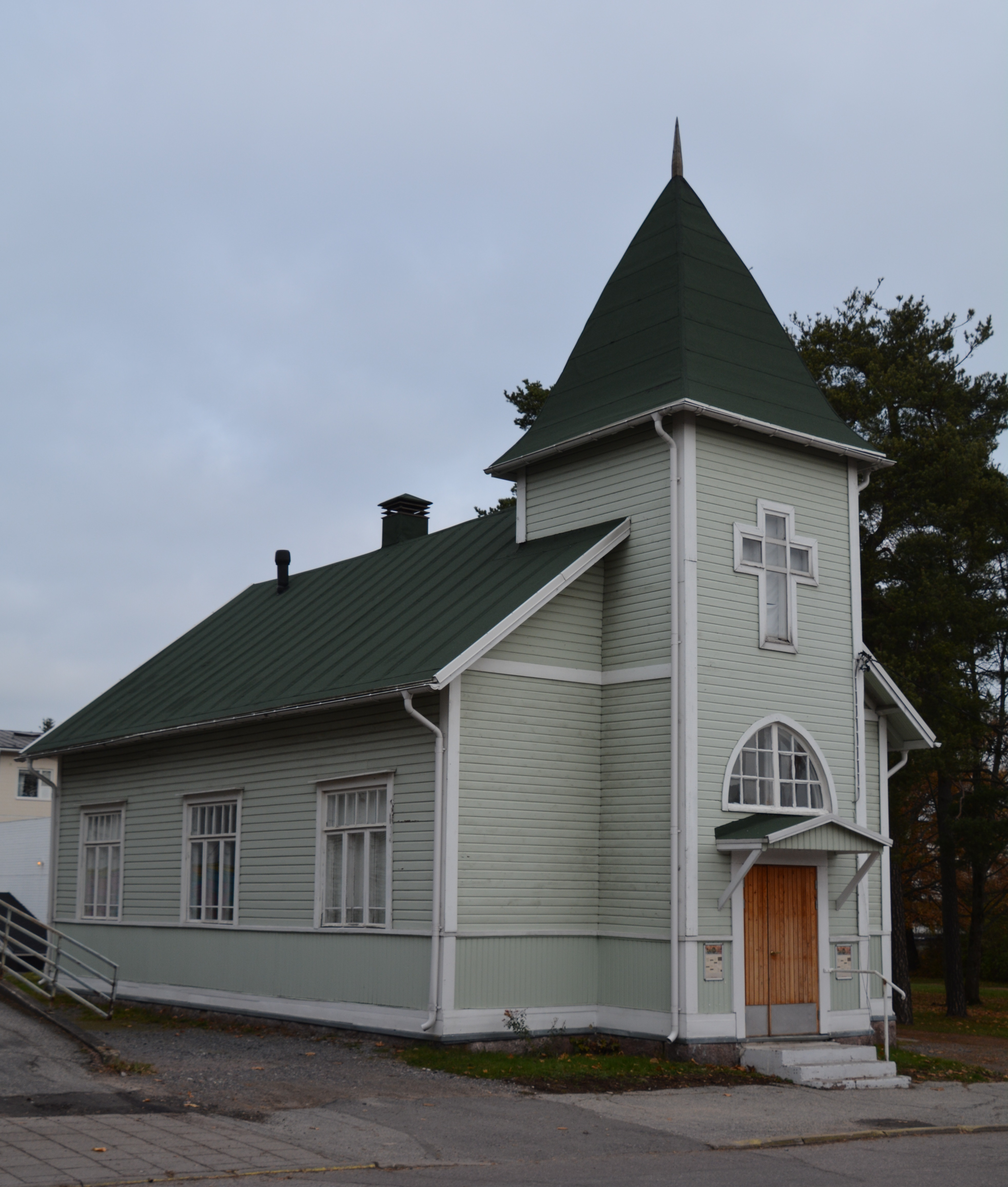
Betelkyrkan, Centralgatan
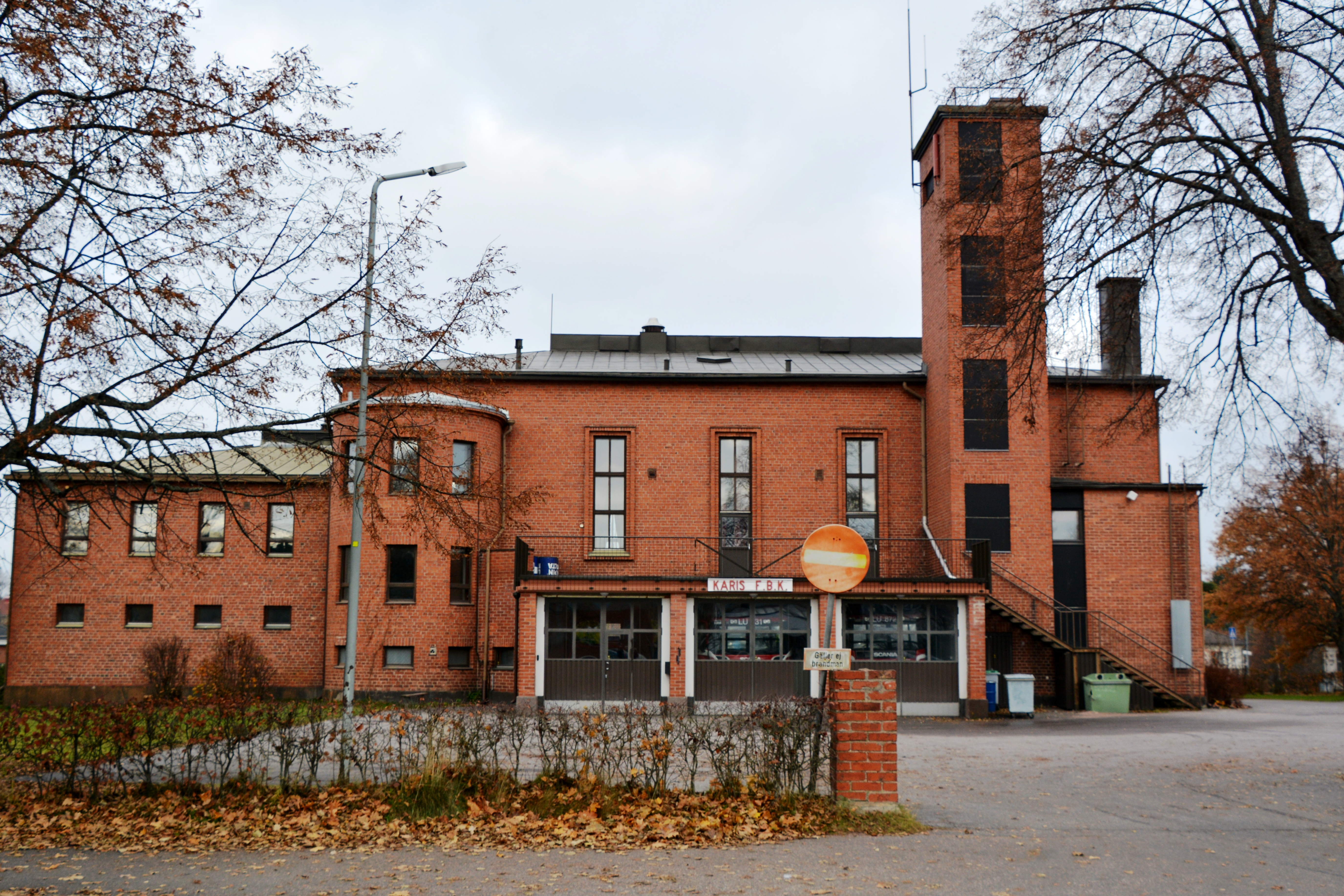
Karis FBK:s brandstation, Centralgatan